# Ateles belzebuth
Ateles belzebuth, conhecido como coatá, macaco-aranha-branco, macaco-aranha-de-barriga-branca (chamado assim no vernacular inglês) ou simplesmente macaco-aranha, é uma espécie de macaco do Novo Mundo, da família Atelidae e gênero Ateles, que ocorre na Amazônia e nativa da Colômbia, Equador, Peru, Venezuela e Brasil. Vivem em grupos de 16 a 36 indivíduos, mas devido sua dinâmica social, chegam a variar de 1 a 22 nos períodos mais ativos do dia.
A tendência populacional para o macaco-aranha é de declínio devido a perda de habitat e a caça ilegal. Estima-se que nos últimos 45 anos, a população desta espécie encolheu em aproximadamente 50%. Atualmente, o A. belzebuth está classificado como uma espécie em perigo pela IUCN.

## Taxonomia
A espécie foi descrita por É. Geoffroy em 1806. Em 1944, Kellogg e Goldman incluíram o macaco-aranha comum com o macaco-aranha-castanho (Ateles fusciceps), o macaco-aranha-de-geoffroy (Ateles geoffroyi), e o macaco-aranha-preto (Ateles paniscus) como as 4 espécies correlatas por associações geográficas e características morfológicas. Em 2005, estudos moleculares conduzidos por Colin Groves classificou o Ateles belzebuth  no gênero Ateles, com outras 6 espécies:  Ateles paniscus, Ateles chamek, Ateles marginatus, Ateles fusciceps, Ateles geoffroyi e Ateles hybridus. Esses estudos deram novas evidências para uma antiga disputa quanto a classificação do Ateles belzebuth e o Ateles hybridus. Desde então, iniciou-se um debate quanto à classificação do Ateles belzebuth, do Ateles chamek e do Ateles marginatus. em que vários cientistas sugerem uma nova classificação para os macacos-aranha da Amazônia.

## Descrição
O Ateles belzebuth é totalmente negro, exceto por um triângulo branco na fronte e listras nos lados da face. Sua barriga é branca.

## População
O tamanho da população total dos coatás remanescentes é desconhecido. Não há estimativas oficiais para a espécie, se sua quantidade é superior ou inferior a 10.000 indivíduos.

## Dieta
A dieta do macaco-aranha-branco é composta essencialmente por frutas, brotos, folhas, casca de árvores, flores e néctar. Caracterizam-se como agentes dispersores de sementes, pelo fato de que sementes passam intactas pelo trato digestório desse animal. Sendo a semente mais conhecida a Oenocarpus bataua.

## Locomoção
Habitam copas altas, movimentando-se habilmente, utilizando a cauda preênsil como um quinto membro e realizando longos deslocamentos diários.
Todos os atelíneos possuem locomoção semibraquiadora. A escápula do macaco-aranha está posicionada na parte dorsal, permitindo aos ombros e braços deste primata mais flexibilidade nos movimentos de braquiação.

## Habitat natural
A espécie ocorre em florestas tropicais na América do Sul (geralmente em superfícies inferiores a 1.000 metros acima do nível mar) mas também pode-se encontrar em terras alagadas, quando há a escassez de alimentos. A distribuição geográfica dessa espécie é indefinida e variável. Continuamente, o Ateles belzebuth ocupa a Região Amazônica da Colômbia, o leste do Equador, e ao sul da Venezuela. No Brasil, quase toda distribuição dos coatás está localizada em terras Ianomâmi e áreas mais remotas dos estados de Amazonas e Roraima, com registros que se estendem até o Rio Branco.[carece de fontes?]
Na Colômbia, a espécie já foi relatada na Cordilheira Ocidental, no departamento de Boiacá, e avistamentos recentes na cidade de Yopal (em áreas florestas entre 1.100 a 1.800 metros acima do nível do mar, desafiando). Também descrito no departamento de Caquetá.
O Ateles ocorre sobre toda a extensão da Amazônia Equatorial e do norte do Peru.
Em trechos com a ausência de macacos-aranhas, atribui-se a ocorrência de savanas, ambientes onde o macaco não está adaptado.

## Reprodução
O período de gestação é de 210 a 232 dias e resulta num único filhote.

## Estado de conservação
Assim como outras espécies de sua família, o A. belzebuth é mais suscetível aos impactos negativos da atividade antrópica.

## Nomes vernáculos
- Língua kwazá[6]: hɨrikoro
- Língua shawi[7]: tu’ya